# Ficus katendei
Espèce
Classification APG III (2009)
Statut de conservation UICN

 CR  : 
En danger critique
Ficus katendei est une espèce de plantes à fleurs de la famille des Moraceae du genre Ficus. C'est un arbres épiphyte ou secondairement terrestre endémique d'Ouganda. L'espèce est considérée comme en danger critique d'extinction par l'Union internationale pour la conservation de la nature qui l'a classée sur la liste des 100 espèces les plus menacées au monde établie en 2012.